# 롯데홀딩스

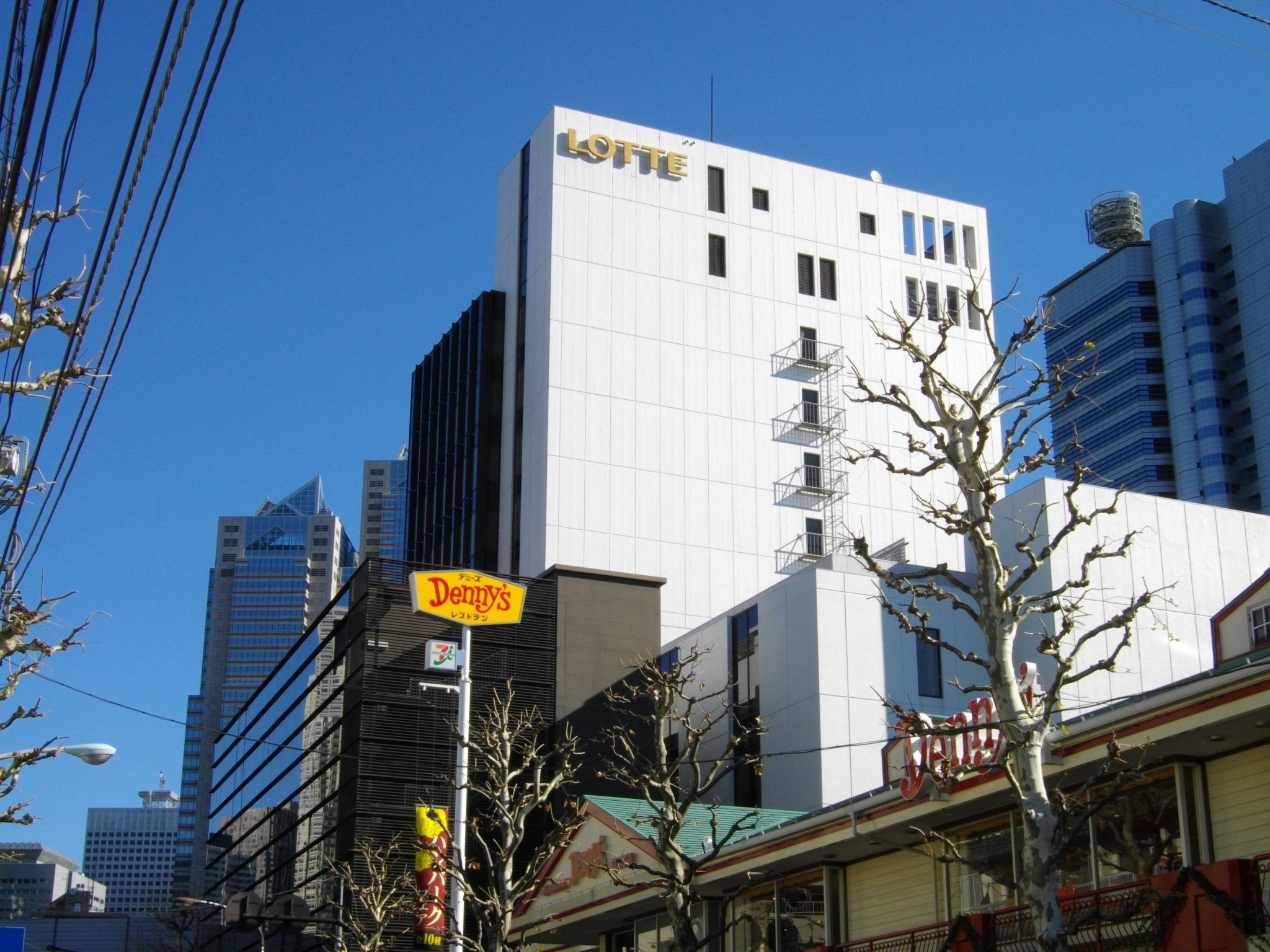

주식회사 롯데홀딩스(일본어: 株式会社ロッテホールディングス, 영어: Lotte Holdings Co., Ltd., 문화어: 로쯔데홀딩스)는 일본 도쿄도 신주쿠구에 본사를 두고, 제과 회사 롯데를 포함한 일본 산하 기업을 관리하는 일본의 지주회사이다.

## 개요
1948년에  신격호가 일본국 도쿄도 신주쿠구 신오쿠보에 설립하였던 회사로는 껌 및 초콜릿을 제조하였던 구 '주식회사 롯데'가 시초이다. 1964년 사이타마현 우라와시 누마카케지역에, 초콜릿과 아이스크림 메인공장을 건설, 2012년에 신주쿠공장을 폐쇄하고,사이타마현 사야마시의 껌공장으로 이전,  한편 지주부문은 2007년 3월 20일부로, 일본의 산업활력재생특별조치법(産業活力再生特別措置法)에 따른 재건을 목적으로, 일본법인 회사명을 현재의 롯데홀딩스로 변경하여 지주회사로 변환하였다. 또한 구 롯데의 제과 부분을 자회사로 분사하여 '주식회사 롯데'로 변경하였다.
2008년 3월에 긴자 코지 코너, 같은 해 12월에는 메리 초콜릿 컴퍼니의 전체 주식을 각각 취득해 산하에 두었다. 2009년 7월 신격호가 회장, 장남 신동주가 부회장, 쓰쿠다 다카유키가 외부 초빙 형태로 사장에 취임했다. 2015년 7월 경영권 다툼이 발생하여, 신격호 총괄회장이 명예회장으로 퇴임하고 신동빈 국제담당부회장 겸 롯데지주(한국) 회장이 롯데홀딩스의 대표권을 갖게 되어 실질적인 그룹 총수가 되었다.

## 관련 자회사
- 롯데
- 롯데리아
- 고준샤
- 지바 롯데 마린스
- 롯데건강산업
- 롯데물산
- 크리스피 크림 도넛 재팬
- 긴자 코지 코너
- 롯데 미나요시다이 컨트리 클럽
- 롯데 가사이 골프
- 롯데파이낸셜코퍼레이션
- 롯데 주류 재팬
- 패밀리
- 메리 초콜릿 컴퍼니
- 롯데 온라인 샵
- 롯데호텔
- 롯데시티호텔 긴시초
- 롯데면세점